# Carl August Julius Milde
Carl August Julius Milde (Breslavia, 2 novembre 1824 – Merano, 3 luglio 1871) è stato un botanico e medico tedesco.
Nel 1850 conseguì il dottorato in medicina presso l'Università di Breslavia, dove fu allievo di Heinrich Göppert (1800-1884). Dal 1853, era un Oberlehrer in una Realschule a Breslavia.
Milde era specializzato nella ricerca del crittogame, in particolare di muschi e felci. Il genere botanico Mildella della famiglia Pteridaceae è stato chiamato in suo onore da Vittore Benedetto Antonio Trevisan. Nel 1876, il botanico statunitense Charles Edward Faxon (1846-1918) pubblicò una traduzione di Milde dal titolo Botrychiorum Monographia. Altre opere scritte di suo includono:
- Die höheren Sporenpflanzen Deutschland's und der Schweiz, 1865.
- Bryologia silesiaca, 1869.

Milde morì a causa di disturbi respiratori, all'età di 46 a Merano.